# Zdeněk Pičman
Zdeněk Pičman (Příbram, 23 de janeiro de 1933 - 6 de julho de 2014) foi um futebolista checo, que atuava como defensor.

## Carreira
Zdeněk Pičman representou a Seleção Tchecoslovaca de Futebol, medalha de prata em Tóquio-1964 .

## Ligações Externas
- Perfil em FIFA.com (em inglês)